# Castejón de Sos
Castejón de Sos (en patués Castilló de Sos) es un municipio español de Ribagorza, en la provincia de Huesca, Aragón. Según el INE del año 2023, la localidad por sí misma cuenta con 642 habitantes.
El acceso al término municipal se realiza a través del congosto de Ventamillo, límite del glaciar, que formó el valle de Benasque.

## Geografía

### Núcleos de población
- Castejón de Sos, capital del municipio.
- Liri
- Ramastué
- El Run

## Patrimonio
- Iglesia parroquial de 1972.[7]
- Antigua iglesia parroquial, del siglo XVII.[7]

## Demografía
Castejón de Sos cuenta con una población de 868 habitantes (INE 2024).
| Gráfica de evolución demográfica de Castejón de Sos entre 1842 y 2021 |
| |
| Población de derecho según los censos de población del INE Población de hecho según los censos de población del INEEntre el censo de 1857 y el anterior, este municipio desaparece porque se integra en el municipio 22614 (Ramastué) Entre el censo de 1877 y el anterior, aparece este municipio porque cambia de nombre y desaparece el municipio 22614 (Ramastué) |

## Administración y política
| Período   | Alcalde                   | Partido |  |
| --------- | ------------------------- | ------- |  |
| 1979-1983 | Antonio Minchot Villellas | UCD     |  |
| 1983-1987 |                           |         |  |
| 1987-1991 |                           |         |  |
| 1991-1995 |                           |         |  |
| 1995-1999 |                           |         |  |
| 1999-2003 |                           |         |  |
| 2003-2007 | María Pellicer Raso       | PSOE    |  |
| 2007-2011 | María Pellicer Raso       | PSOE    |  |
| 2011-2015 | José Manuel Abad Saura    | PAR     |  |
| 2015-2019 | José Manuel Abad Saura    | PAR     |  |

| Partido político    | Partido político                                   | 2003   | 2007   | 2011   | 2015   |
| Partido político    | Partido político                                   | Ediles | Ediles | Ediles | Ediles |
|                     | Partido Aragonés (PAR)                             | —      | 1      | 4      | 5      |
|                     | Partido de los Socialistas de Aragón (PSOE-Aragón) | 4      | 5      | 3      | 1      |
|                     | Aragón Sí Puede                                    | —      | —      | —      | 1      |
|                     | Partido Popular de Aragón (PP)                     | 3      | 1      | —      | —      |
|                     | Chunta Aragonesista (CHA)                          | 0      | —      | —      | —      |
| Total de concejales | Total de concejales                                | 7      | 7      | 7      | 7      |

## Fiestas

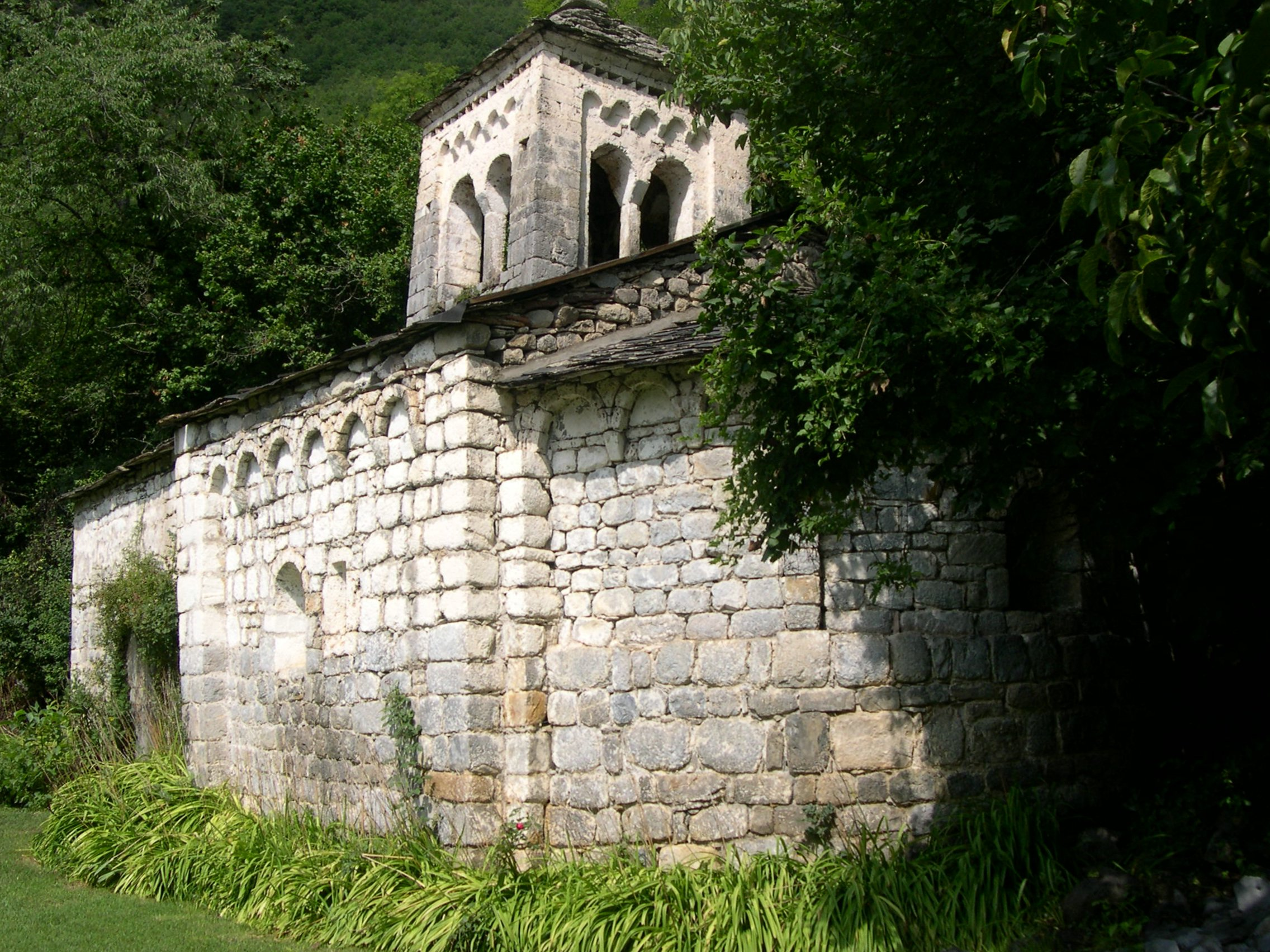
Ermita de la Virgen de Gracia de El Run.

- 20 de enero, San Sebastián.
- 12 de octubre, Virgen del Pilar.

## Rutas
Las siguientes rutas de senderismo pasan por la localidad:
- PR-HU 50 : finaliza aquí su trayecto.